# Atene Occidentale
L'unità periferica di Atene Occidentale (in greco: Περιφερειακή ενότητα Δυτικού Τομέα Αθηνών) è una suddivisione amministrativa della periferia dell'Attica con 489.675 abitanti al censimento 2011.
È stata istituita nel gennaio 2011 a seguito della riforma amministrativa detta Programma Callicrate e comprende la parte occidentale dell'agglomerato urbano di Atene

## Geografia antropica

### Suddivisioni amministrative
L'unità periferica è suddivisa in 7 comuni. Il numero tra parentesi indica la posizione del comune nella cartina. Il territorio comprende parte della vecchia prefettura di Atene
- Agia Varvara (2)
- Agioi Anargyroi-Kamatero (5)
- Egaleo (6)
- Chaidari (34)
- Ilion (18)
- Peristeri (30)
- Petroupoli (31)